# 张锦哲
张锦哲（韓語： 1961年—），朝鲜民主主义人民共和国政治家，曾任朝鲜劳动党统一战线部部长，2001年曾参与组织朝鲜战争离散家属会面。2019年4月10日接替金英哲被任命为朝鲜劳动党统一战线部部长。